# Cephalaria tenella
Cephalaria tenella är en tvåhjärtbladig växtart som beskrevs av John Alsop Paine. Cephalaria tenella ingår i släktet jätteväddar, och familjen Dipsacaceae. Inga underarter finns listade i Catalogue of Life.